# Музей археологии и этнографии Пермского Предуралья
Музей археологии и этнографии Пермского Предуралья Пермского государственного педагогического университета (МАЭ ПГГПУ) — ведомственный музей, являющийся структурным подразделением исторического факультета Пермского государственного гуманитарно-педагогического университета. Был открыт в 2003 году. Основная функция Музея — учебная. Студенты исторического факультета, изучая курсы археологии и этнографии и связанных с ними дисциплин (например, спецкурсы), имеют возможность наглядного ознакомления с теми или иными предметами.

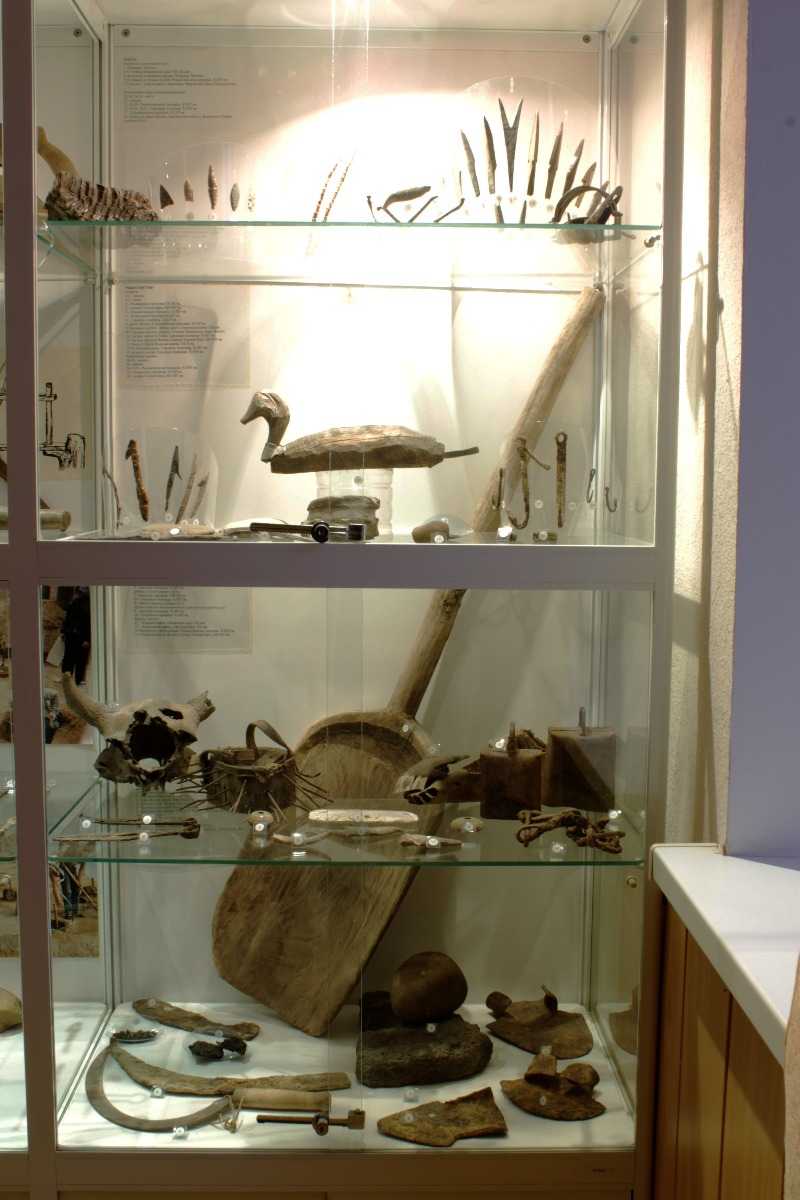
Витрина № 1 «Добыча пропитания» Музея археологии и этнографии Пермского Предуралья Пермского государственного педагогического университета

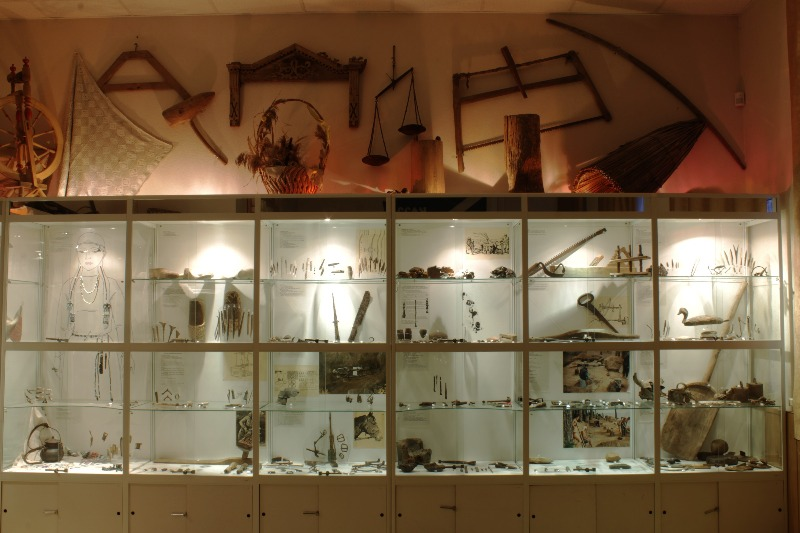
Часть экспозиции Музея археологии и этнографии Пермского Предуралья Пермского государственного педагогического университета

Кроме этого, в Музее проводятся экскурсии для всех желающих. За последние годы с экспозицией ознакомились несколько сотен школьников, студентов и просто интересующихся историей родного края граждан.
В настоящий момент в Музее разрабатывается программа «Музей для всех». Суть её сводится к созданию всех условий для проведения экскурсий не только среди вышеуказанных категорий посетителей, но и среди людей, имеющих слабое зрение и слух. Подобная практика уже давно распространена в Европе и, безусловно, будет востребована в России и Перми.
Особенностью Музея является то, что на некоторые предметы можно не только посмотреть, но и, в прямом смысле слова, «прикоснуться к древности». Камерность музея создает атмосферу уюта и приближает посетителя к нашим предкам.
В период реконструкции Пермского краевого музея (около двух лет) МАЭ был единственным общедоступным музеем Перми с развернутой археологической и этнографической экспозициями. Сегодня в распоряжении музея находятся два помещения: помещение под экспозицию (46 м²) и лаборатория археологических и этнографических исследований (128 кв. м. , хранение основных фондов музея, экспериментальная база).
Французский палеоантрополог, археолог и музеолог профессор Анри де Люмле, побывав в Музее археологии и этнографии Пермского Предуралья (МАЭ ПГПУ), отметил, что Музей представляет большой интерес и как самостоятельно действующий объект музейного дела, как одна из возможных базовых точек, с опорой на которые следует попытаться создать в Перми Музей истории Земли (палеонтология, палеоантропология, археология Прикамья).

## Создание музея
Музей был создан в 2003 году по проекту профессора кафедры Древней и средневековой истории д.и.н. Н. Б. Крыласовой. Он был отнесён к категории уникальных объектов высшей школы и включён в проект по поддержке и развитию фундаментальных исследований высшей школы России.

## Тематика витрин музея
1. Добыча пропитания
2. Обработка дерева
3. Металлургия
4. Военное дело
5. Обработка шкур, ткачество
6. Костюм средневековый и его детали
7. Костюм этнографический
8. Повседневность
9. Утварь (новое время)
10. Утварь (неолит и средние века)
11. Духовная культура

## Заведующие музеем
Подосенова Юлия Александровна, к.и.н. (Руководила музеем с 2004 по 2009 гг.) Окончила в 2003 г. исторический факультет ПГПУ. В 2009 г. защитила кандидатскую диссертацию на тему «Височные украшения населения Пермского Предуралья в эпоху средневековья». С 2003 г. работает на историческом факультете ПГГПУ. Научные интересы: средневековая археология Прикамья, прикамское ювелирное ремесло в эпоху средневековья

Мингалев Виталий Викторович. (Руководил музеем с 2009 по 2011 гг.) В 1999 г. окончил историко-политологический факультет ПГУ (в настоящее время ПГНИУ), специальность «история». Научные интересы: археология, военная история, философия истории.

Вострокнутов Артём Викторович. (Руководит музеем с 2011 г. по настоящее время) В 2009 г. окончил отделение культурологии исторического факультета ПГПУ. В настоящий момент подготовил к защите диссертацию на соискание ученой степени кандидата исторических наук по теме «Металлические украшения родановской культуры XI—XV вв.». Работает на историческом факультете ПГГПУ с 2010 г. Научные интересы: культурная антропология, полевая археология, этнография.

## Издания Музея Археологии и Этнографии Пермского Предуралья
- Вестник Музея археологии и этнографии Пермского Предуралья. Вып. 1. — Пермь: ПГПУ, 2003.
- Вестник музея археологии и этнографии Пермского Предуралья. Вып. 2. — Пермь: ПГПУ, 2008.
- Вестник Музея археологии и этнографии Пермского Предуралья. Вып. 3. — Пермь: ПГПУ, 2011.
- Вестник Музея археологии и этнографии Пермского Предуралья. Вып. 4. — Пермь: ПГПУ, 2014.

## Предметы коллекции
Фонды музея насчитывают более 150 тыс. единиц хранения. В их основе лежат коллекции, полученные в результате раскопок археологических памятников разных эпох с территории Пермской области и Коми-Пермяцкого автономного округа, произведенных археологами Камской археолого-этнографической экспедиции ПГПУ, и коллекции, собранные на этой же территории во время этнографических и диалектологических экспедиций этнографами и фольклористами университета. Самым обширным является собрание предметов археологии — около 130 тыс. — предметы орудий труда и быта, украшения, предметы вооружения, воинского и охотничьего снаряжения, предметы древних культов, древняя металлическая и керамическая посуда. Здесь, в фондах музея, содержатся коллекции с таких археологических памятников, как Кылосовское городище и могильник, Усть-Сылвенское городище, Рождественский могильник и городище, Антыбарский могильник, Купросское городище, Редикорский могильник, селище и могильник Телячий Брод, Шумковское селище и стоянка, Чашкинские 1, 2 селища, поселение и могильник Запоселье, Баяновский могильник, стоянки Чашкинское озеро VI и других памятников от каменного века до нового времени.
Меньшей в количественном выражении (более 1000 единиц хранения), но разноплановой и ценной в научном отношении, является коллекция бытовой утвари и промысловых орудий, собранная этнографическим отрядом Камской археолого-этнографической экспедиции ПГПУ. В состав этнографического фонда входят также записи бесед, чертежи домов, печей, надворных построек (более 500 дел), полученные в ходе полевых экспедиционных обследований районов Пермской области и Коми-Пермяцкого автономного округа. Этнографические фонды отражают духовную и материальную культуру русского, финно-угорского и тюркского населения Пермского края.
Таким образом, в фондах музея содержится материал, отражающий историю Пермского Предуралья с древнейших времен до XX века.

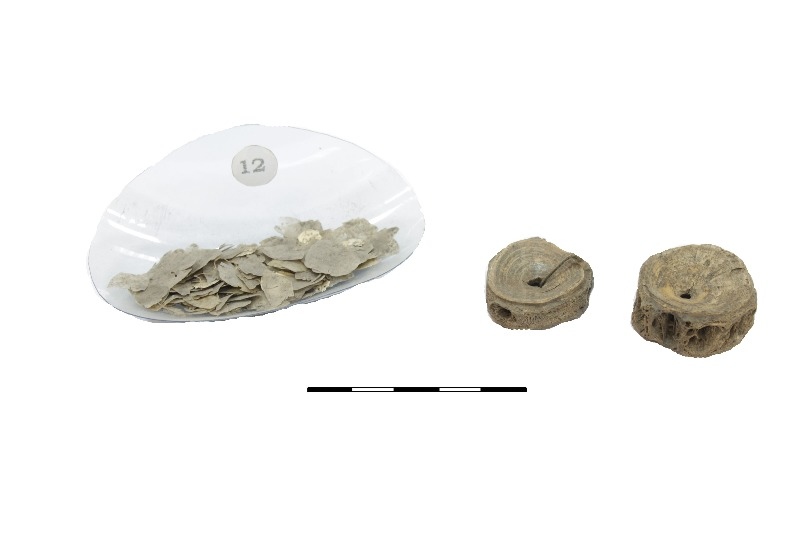
Чешуя и позвонки рыб из коллекции МАЭ ПГГПУ
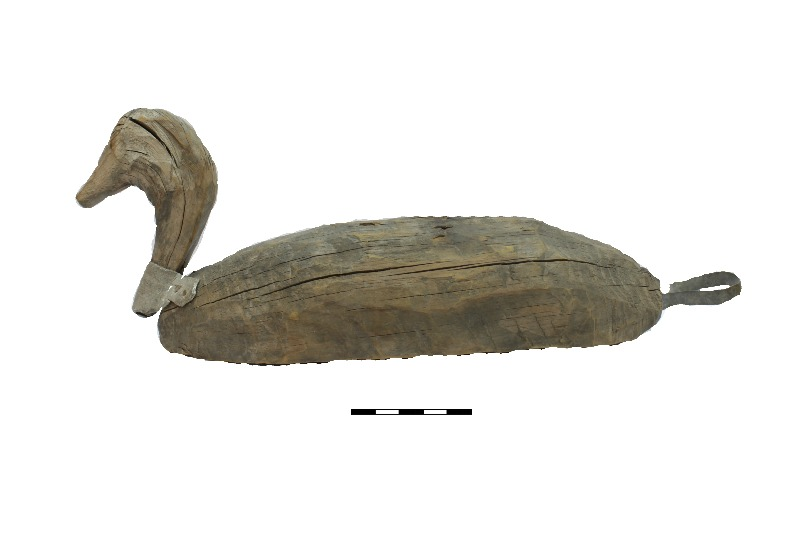
Утка-поплавок из коллекции МАЭ ПГГПУ
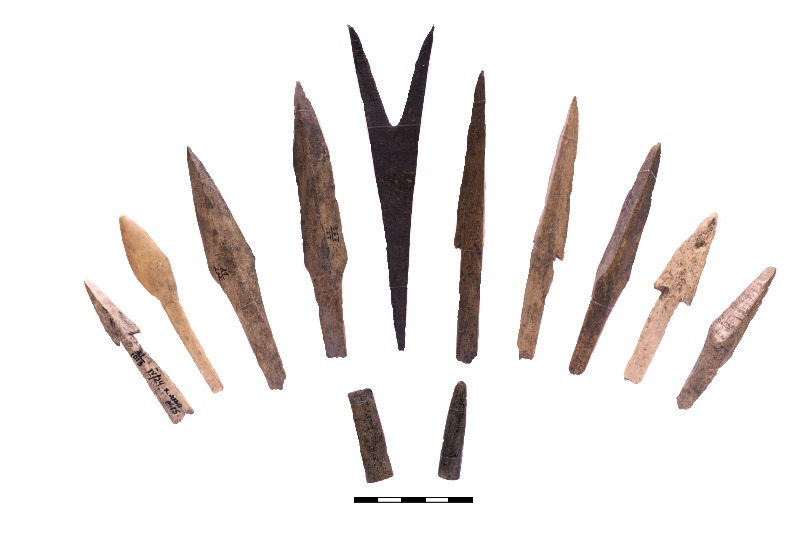
Стрелы средневековые из коллекции МАЭ ПГГПУ
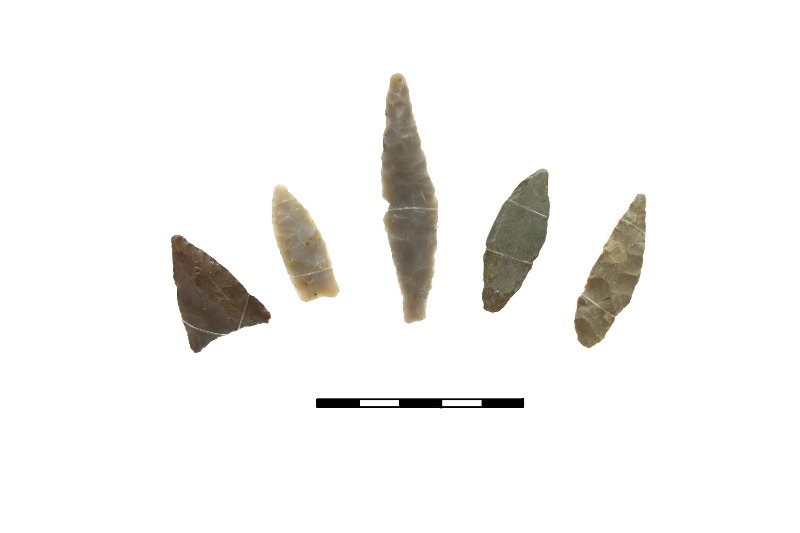
Стрелы каменные из коллекции МАЭ ПГГПУ
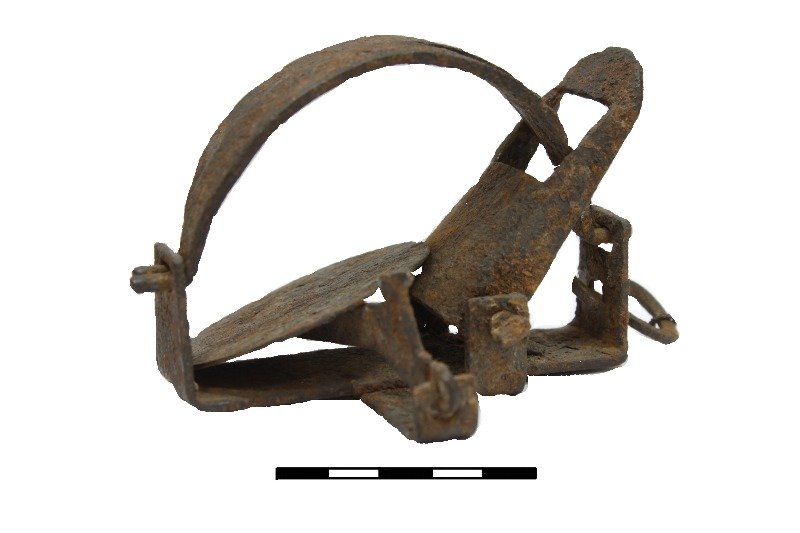
Капканчик из коллекции МАЭ ПГГПУ
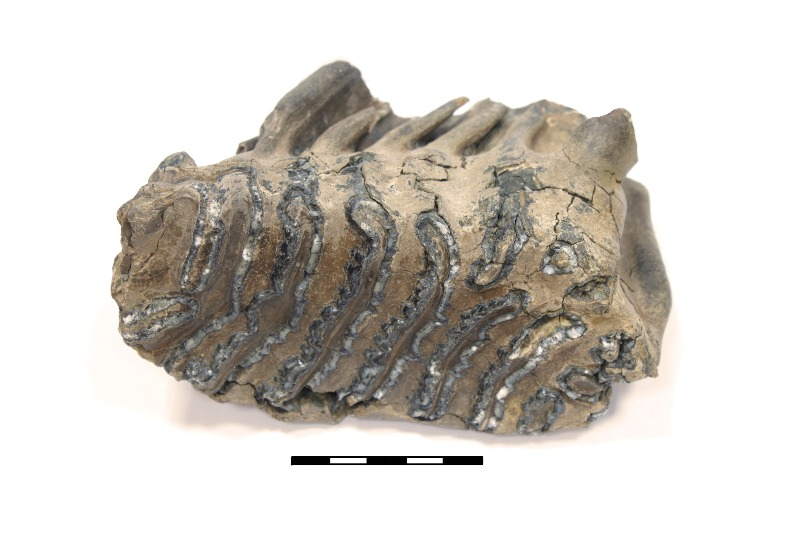
Зуб мамонта из коллекции МАЭ ПГГПУ
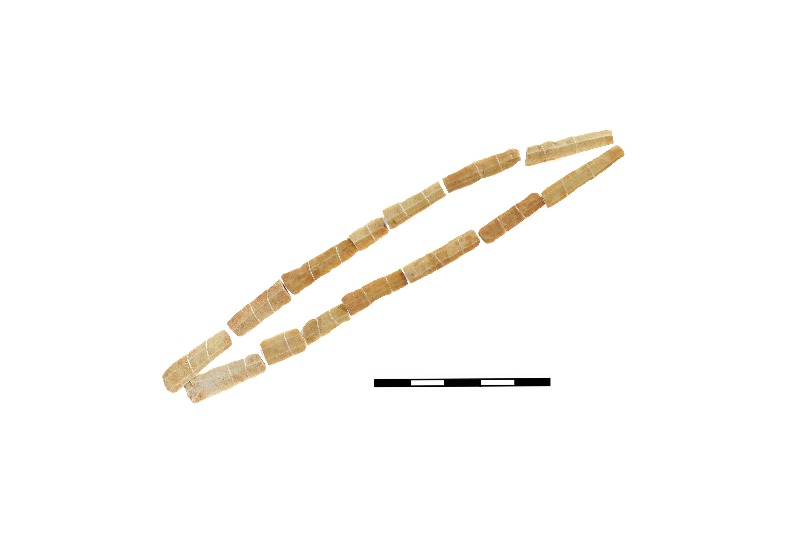
Вкладышевое орудие из коллекции МАЭ ПГГПУ